# Cementerio Presbítero Matías Maestro
El Cementerio Presbítero Matías Maestro (llamado anteriormente Cementerio General de Lima y llamado comúnmente solo Presbítero Maestro) es un monumento histórico ubicado en los Barrios Altos, en el distrito de Lima, ciudad homónima, capital del Perú. Inaugurado el 31 de mayo de 1808, fue el primer panteón de la ciudad, ya que anteriormente los entierros se realizaban en alguna de las distintas iglesias. Fue bautizado en honor de su diseñador, el sacerdote Matías Maestro. 
Sus 766 mausoleos y 92 monumentos históricos de la más refinada arquitectura de los siglos XIX y XX guardan los restos de algunos destacados hombres y mujeres peruanos, además del monumento Cripta de los Héroes, mausoleo erigido en honor de los héroes de la guerra del Pacífico.
En enero de 2024 se informó la sustracción de varios elementos de las tumbas y mausoleos de varios personajes del Perú, entre ellos Óscar Raimundo Benavides, Luis Miguel Sánchez Cerro, Eloy Ureta y Augusto Pérez Araníbar.

## Historia

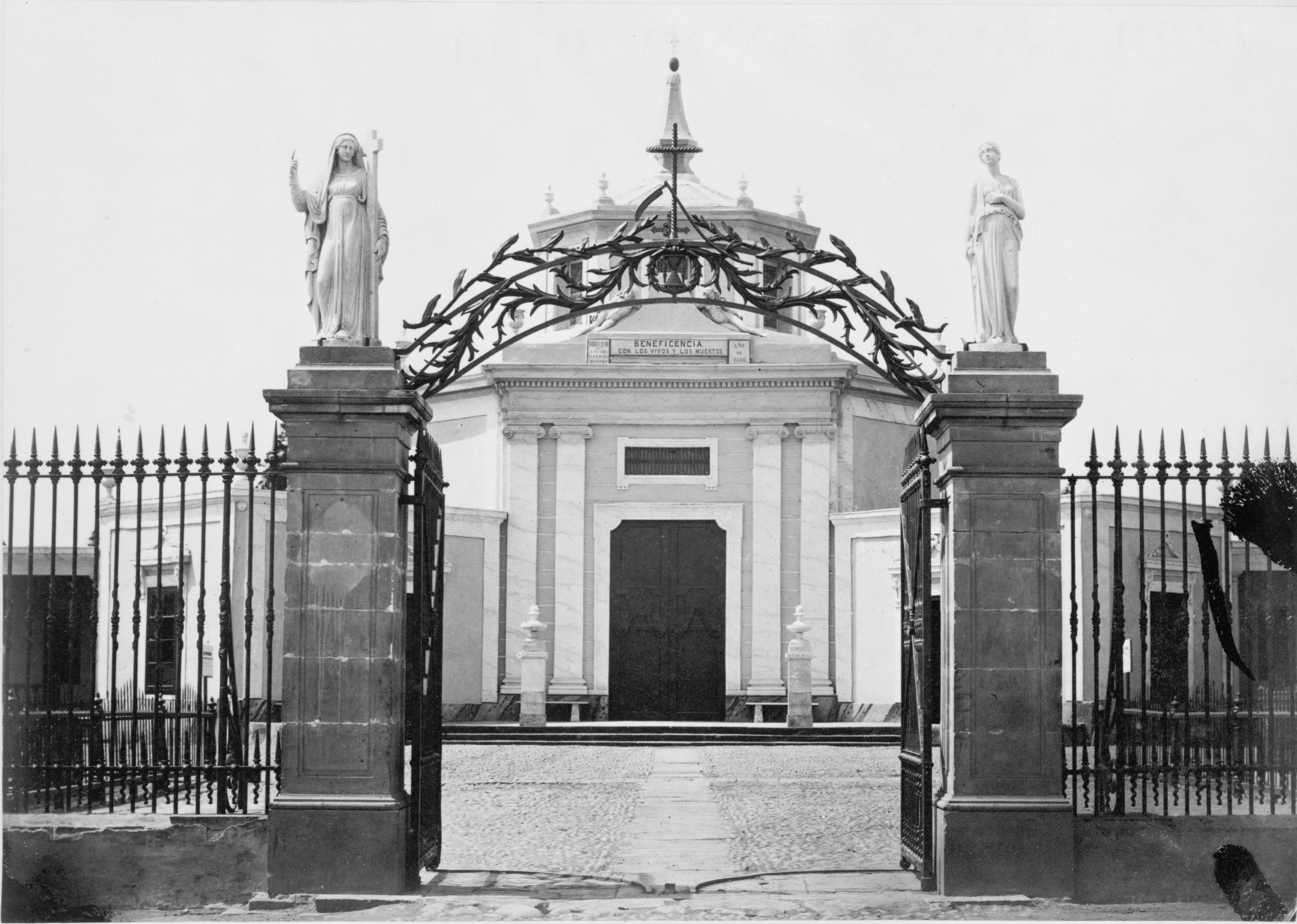
Portada de entrada y capilla central de estilo neoclásico (demolida). Fotografía de 1866.

El Cementerio General de Lima fue inaugurado en 1808 por el virrey José Fernando de Abascal, bajo la dirección del arquitecto, escultor y pintor vasco Matías Maestro y constituyó el primer cementerio de carácter civil en América. Ante la oposición de la población que estaba acostumbrada a enterrar sus muertos en el atrio o bajo las iglesias y conventos en criptas o catacumbas, fue uno de los espacios más hermosos de la antigua ciudad de Lima.
El cementerio se ejecutó con esmero, dentro de los lineamientos del nuevo estilo: simetría, irradiación de los nuevos cuarteles, capillas, parques, avenida trazadas ordenada y claramente. Para este cementerio fue diseñada una interesante capilla de planta octogonal, posteriormente derruida. Su interior estuvo decorado con murales de José del Pozo, pintor sevillano llegado con la expedición Malaspina que se afincó en Lima y se convirtió en cercano colaborador del clérigo Maestro.
En la madrugada del domingo 4 de noviembre de 1917, José Carlos Mariátegui junto a otras personas, entre ellas la bailarina Norka Rouskaya provocaron un escándalo, dado que Rouskaya bailó semidesnuda en la avenida principal entre velas y violines la Marcha fúnebre de Frédéric Chopin.

## Construcción

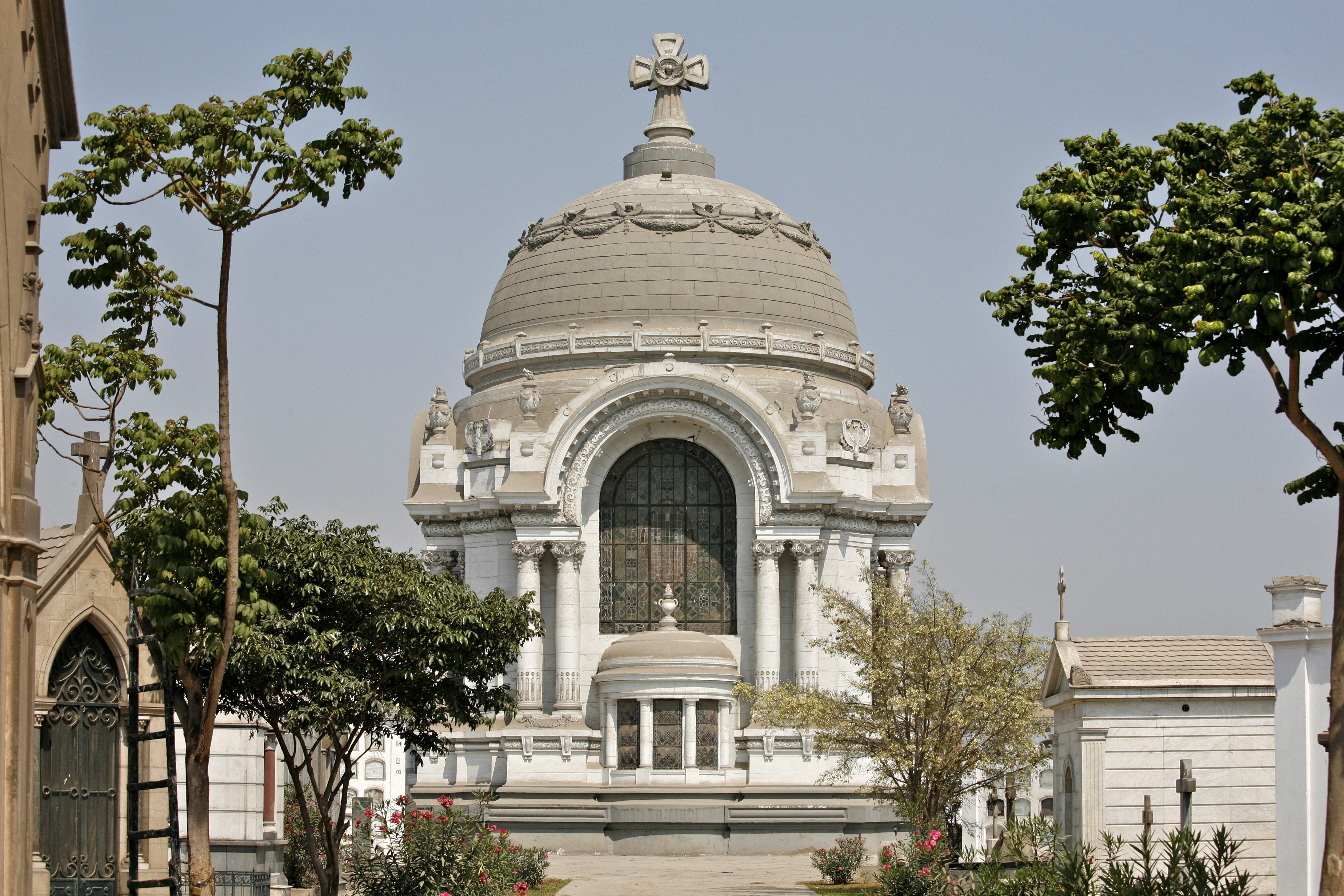
Cripta de los Héroes

En este lugar hay muchas obras del español Damià Campeny y de los franceses Louis-Ernest Barrias, Émile Robert y Antonin Mercié (estos dos últimos trabajaron en la Cripta de los Héroes). Se puede observar, además, el talento de los italianos Ulderico Tenderini, Giovanni Battista Cevasco, Pietro Costa y Rinaldo Rinaldi, todos muy reconocidos en el medio artístico de su época. Asimismo, es posible apreciar trabajos de destacados escultores peruanos de mediados del siglo XX, como el monumento fúnebre a Sánchez Cerro, de Romano Espinoza; las esculturas de bronce del mausoleo de Óscar Raimundo Benavides, de Luis Agurto; el mausoleo de Eloy Ureta, de Artemio Ocaña; el ángel del monumento fúnebre a Francisco Graña, de Aldo Rossi; y el mausoleo de Pastor Fry, de Eduardo Gastelú. La escultura del cenotafio de Alfonso Ugarte es obra del escultor español Josep Campeny i Santamaria.
Dentro de las obras de arte que forman parte del cementerio se encuentran El Ángel de la Guarda (1947) de la escultora Isabel Benavides Barreda.

Imagen 180° dentro del Cementerio

## Representación anual

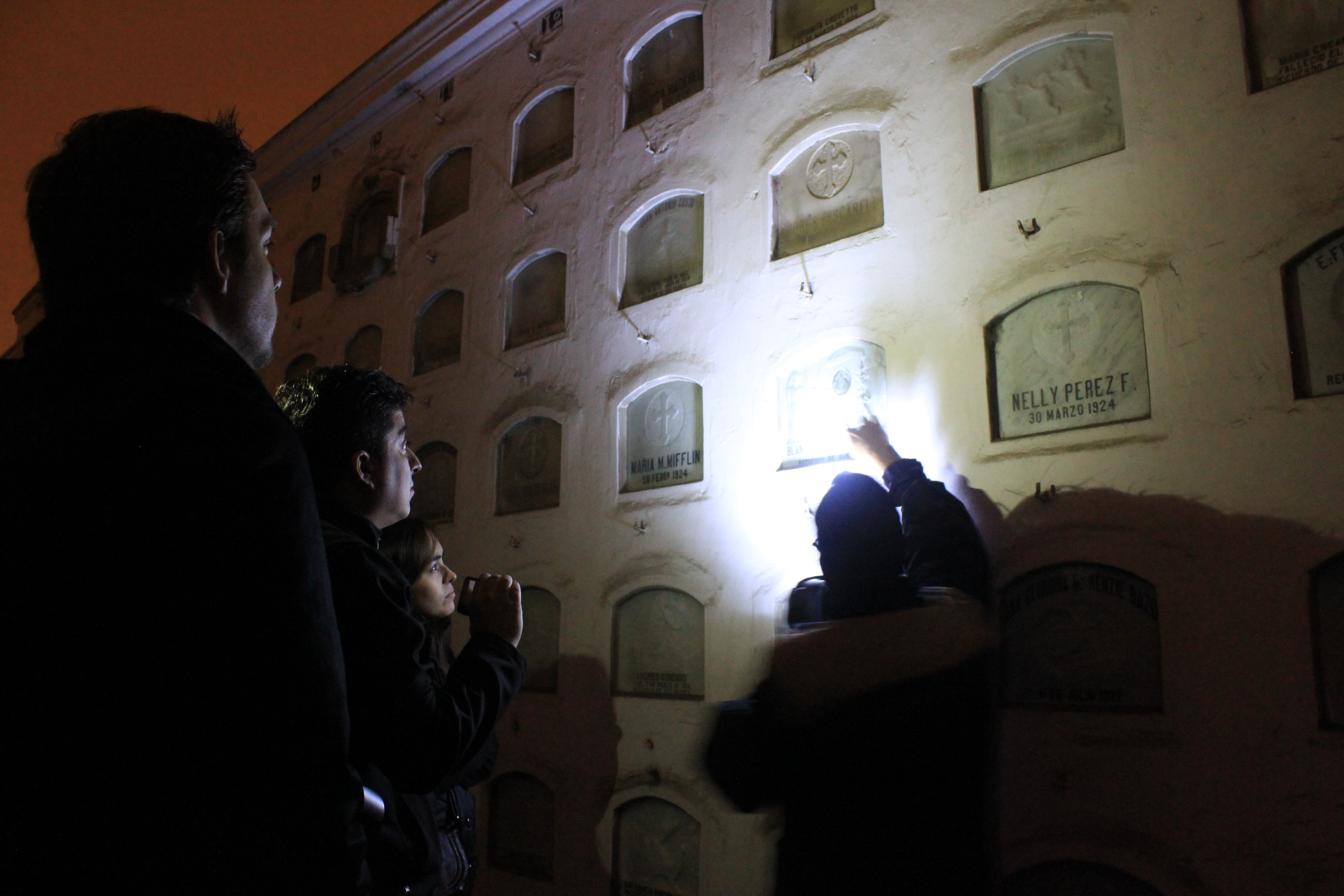
Visita guiada nocturna

Desde hace varios años en la época de Todos los Santos (fines de octubre y comienzos de noviembre) se representa en el Cementerio la obra Don Juan Tenorio de José Zorrilla, un clásico de la literatura escrita en español.